# Colibrí de barbeta
El colibrí de barbeta (Augastes lumachella) és una espècie d'ocell de la família dels troquílids (Trochilidae) que habita matolls de les terres altes de l'Estat de Bahia, a l'est del Brasil.